# Аверкий (Таушев)
Архиепи́скоп Аве́ркий (в миру Алекса́ндр Па́влович Та́ушев; 19 октября (1 ноября) 1906, Казань — 13 апреля 1976, Ютика, штат Нью-Йорк) — епископ Русской православной церкви заграницей, архиепископ Сиракузский и Троицкий, настоятель Свято-Троицкого монастыря в Джоржданвилле и ректор Свято-Троицкой духовной семинарии при нём. Богослов, духовный писатель.

## Биография

### В России
Родился 19 октября 1906 года в Казани и был единственным сыном в семье дворянина Симбирской губернии, Павла Сергеевича, и Марии Владимировны Таушевых. Отец, выпускник Военно-юридической академии до революции 1917 года служил в военно-судебном ведомстве. Впоследствии, архиепископ Аверкий вспоминал об этом периоде своей жизни так: «Род службы отца был причиной того, что нам постоянно приходилось быть в поездках по России. И я благодарю Бога за то, что <…> я всё же повидал её и глубоко запечатлел в своем детском сердце… Воспоминания эти о наших путешествиях по России кажутся мне каким-то сном, и никогда до смерти моей не изгладятся из памяти. Незабываемо для меня посещение священного Кремля, в сердце России — первопрестольной Москве, с его святынями, начиная с Успенского собора, где короновались наши Государи и настоловались Первосвятители Русской Церкви. Троице-Сергиева Лавра со св. мощами „печальника Земли Русской“, преп. Сергия, Киево-Печерская Лавра, Александро-Невская Лавра, Петропавловский, Исаакиевский и Казанский соборы и Спас на Крови в Санкт-Петербурге. Не хочется верить, что теперь это только „музейные“ ценности, что не воскреснет бившая там прежде ключом церковно-народная жизнь».
В детстве любил читать. Прочитав все детские книги, затем Пушкина, Гоголя, Лермонтова, стал читать находящиеся у отца книги духовного содержания. «Больше всего заинтересовали меня находившиеся в громадном шкафу у отца в его кабинет. Туда я любил забираться, когда отец уходил на службу, и особенно увлекался чтением большой Библии на русском языке с многочисленными иллюстрациями Густава Дорэ, производившими на меня большое впечатление. Затем с упоением прочёл „Путеводитель по Святой Земле“ и „Путеводитель по Афону“. Родители мои не были особенными „церковниками“, но были людьми глубоко верующими, а отец очень любил и выписывал книги духовного содержания, издававшиеся Свято-Пантелеимоновским монастырём на Афоне. Когда я добрался до этих книг, они особенно поразили меня не только своим содержанием, но и особенным духовным ароматом, который от них исходил. Читая эти книги, я просто упивался этим дивным благоуханием, и мне было жаль расставаться с этими книгами и ставить их назад в шкаф на полку. Так я постепенно познакомился с книгой „Невидимая Брань“, которая произвела на меня глубочайшее впечатление, а затем с книгой „Что есть духовная жизнь и как на неё настроиться“ Епископа Феофана Затворника и со сборниками его писем. Постоянно ходил под впечатлением прочитанного и как-то всё более и более начинал чуждаться окружающей меня обычной светской жизни. Но к храму Божию в те ранние годы я особенного влечения ещё не испытывал, не знал и не понимал ещё тогда нашего дивного, ни с чем не сравнимого богослужения. Это пришло позже, постепенно. В душе же уже тогда, в 7-8 лет, подсознательно созревало у меня желание проводить жизнь монашескую, отрешённую от обычной светской жизни, <…> в которой я не видел ничего привлекательного».
В январе 1920 года семья Таушевых после многих скитаний покидает свою родину: «Помню, с какой скорбью сжималось сердце когда мы покидали Русскую землю… С замиранием сердца следили мы, как исчезали последние русские огоньки на горизонте. Прощай, наша несчастная многострадальная Родина! И неужели это навсегда?».

### В Болгарии

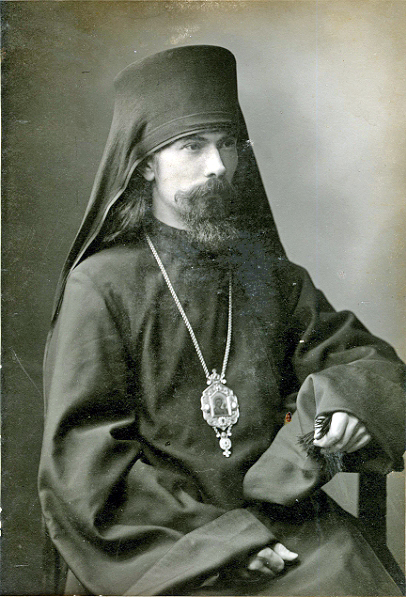
Епископ Феофан (Быстров). 1910-е годы

В конце января 1920 года пароход, на котором находилась семья Таушевых, остановился в болгарском порту Варна. Прибывших беженцев городские власти разместили по общежитиям. Первое время они «наслаждались здесь тихой, мирной жизнью, от которой успели отвыкнуть в России в жуткие годы революции 1917—1920-х. Болгары нас встретили радушно и приветливо». В том же году в Варне открылась русская гимназия, в которую записалось 25 учеников, среди которых был Александр Таушев. По его воспоминаниям, «учиться я очень любил, и для меня истинным наслаждением было, когда мы приступали к изучению какого-нибудь нового предмета. Особенно любил я историю и географию, а также историю русской словесности. Одно время увлекался латинским языком». В гимназические годы сильное религиозное влияние на Александра Таушева оказывали храм во имя святого Афанасия Великого Александрийского, отданный русской ообщине, и его настоятель протоиерей Иоанн Слунин. По воспоминаниям тех, кто знал его в Болгарии, он в ту пору выглядел всегда парадным, степенным в движениях, разговоре. Был несколько отрешённым, потому что был глуховат. Нередко цитировал «Добротолюбие», за что его называли добротолюбцем.
Летом 1925 года в Варну приехал архиепископ Феофан (Быстров), который оказал большое влияние на молодого Александра Таушева: «глубоко поразил меня его необыкновенный внешний облик, непохожий на других виденных мною прежде архиереев, его молитвенное служение и дивная проповедь, от которой повеяло на меня духом древних святоотеческих творений, чтением которых я увлекался. И вдруг я узнал, что ему нанята на всё лето дача в пяти километрах от города, где он будет проживать каждое лето, приезжая из Софии, где он поселился в здании Болгарского Священного Синода. Какая-то особенно возвышеннодуховная радость охватила моё сердце в надежде, что я смогу часто видеть этого столь поразившего меня своей духовностью подлинного святителя Божия и, быть может, даже беседовать с ним. Сразу пришла в голову дерзновенная мысль просить его, чтобы он был моим „старцем“ — духовным отцом в монашестве, которое я непоколебимо решился принять, увидев во Владыке Феофане давно сложившейся у меня в уме и сердце идеал инока и святителя. <…> Трудно выразить мне словами, что я испытывал при первом свидании с этим великим святителем. От него повеяло на меня необыкновенным миром душевным и таким благоуханием подлинной святости, каких никогда и нигде мне не приходилось больше встречать — ни до, ни после». После этого 19-летний Александр Таушев решил «твёрдо, без малейших сомнений или колебаний» принять монашество. Александр Таушев часто бывал на даче, где жил архиепископ Феофан, познакомился с его келейникам и стал одним из них. Когда архиепископа Феофана не было в Болгарии, он состоял с ним в переписке.
В 1926 году окончил русскую гимназию с золотой медалью. После этого по благословению архиепископа Феофана он поступает на Богословский факультет Софийского университета. 3 июня 1930 года успешно выдержал экзамен с общей оценкой 5 баллов. С отличием закончив Софийский университет, Александр Таушев имел возможность получить место в Болгарской православной церкви, но он решил «послужить именно рашей Русской Церкви, трудиться на духовном поприще именно нашего русского народа». Он решает ехать служить в Прикарпатскую Русь (ныне Закарпатская область Украины). «Я регулярно получал газету „Православная Карпатская Русь“, и вот у меня явилось намерение отправиться на Подкарпатскую Русь — тогда это была Чехо-Словакия, — где происходило в то время стихийное возвращение масс порабощённого и угнетённого в течение ряда веков русского народа, оторванного от Матери-России, из насильственно-навязанной ему врагами унии с папским Римом в родную отеческую православную веру». Александр отослал ходатайство и получил ответ от епископа Иосифа (Цвийовича) о том, что ему могут предложить должность помощника секретаря Епархиального управления в городе Хуст. Получил на это благословение от архиепископа Феофана (Быстрова), который также дал ему денег на проезд, так как у его родителей не было средств на покупку железнодорожного билета. Уезжал из Болгарии он со смешанным чувством: «С одной стороны, скорбь разлуки с моим аввой, (Архиеп. Феофаном) и с моими родителями, которых я очень любил, с другой стороны, радость, что я так или иначе, с благословения моего Аввы, приближаюсь к осуществлению моей заветной мечты — принятию монашества и при том на территории Русской земли, которая даже официально носила такое манившее меня название „Подкарпатская Русь“. Радовала мысль, что мне предстоит посвятить себя такому высокому делу, миссионерскому служению по возвращению наших обманутых и угнетённых братий по вере и крови в родную отеческую веру».

### Служение в Прикарпатье
23 апреля 1931 года Александр Таушев прибыл на Закарпатье, а 1 мая того же года был зачислен на службу младшего чиновника епархиального управления. На этой должности он оставался до 1 июня 1932 года. 6 мая 1931 года, на праздник великомученика Георгия, в храме села Чумалёво епископом Иосифом он был рукоположён в чтецы. 17 мая 1931 года в Николаевском монастыре в селе Иза Хустского округа пострижен в мантию с наречением имени Аверкий в честь равноапостольного Аверкия, епископа Иерапольского. На следующий день был рукоположён в сан иеродиакона с оставлением на службе при епархиальной канцелярии и для выполнения диаконских обязанностей при архиерее. 7 апреля 1932 года, на праздник Благовещения Пресвятой Богородицы, в монастыре в селе Домбоки епископом Мукачево-Пряшевским Дамаскином (Грданички) рукоположён в сан иеромонаха.

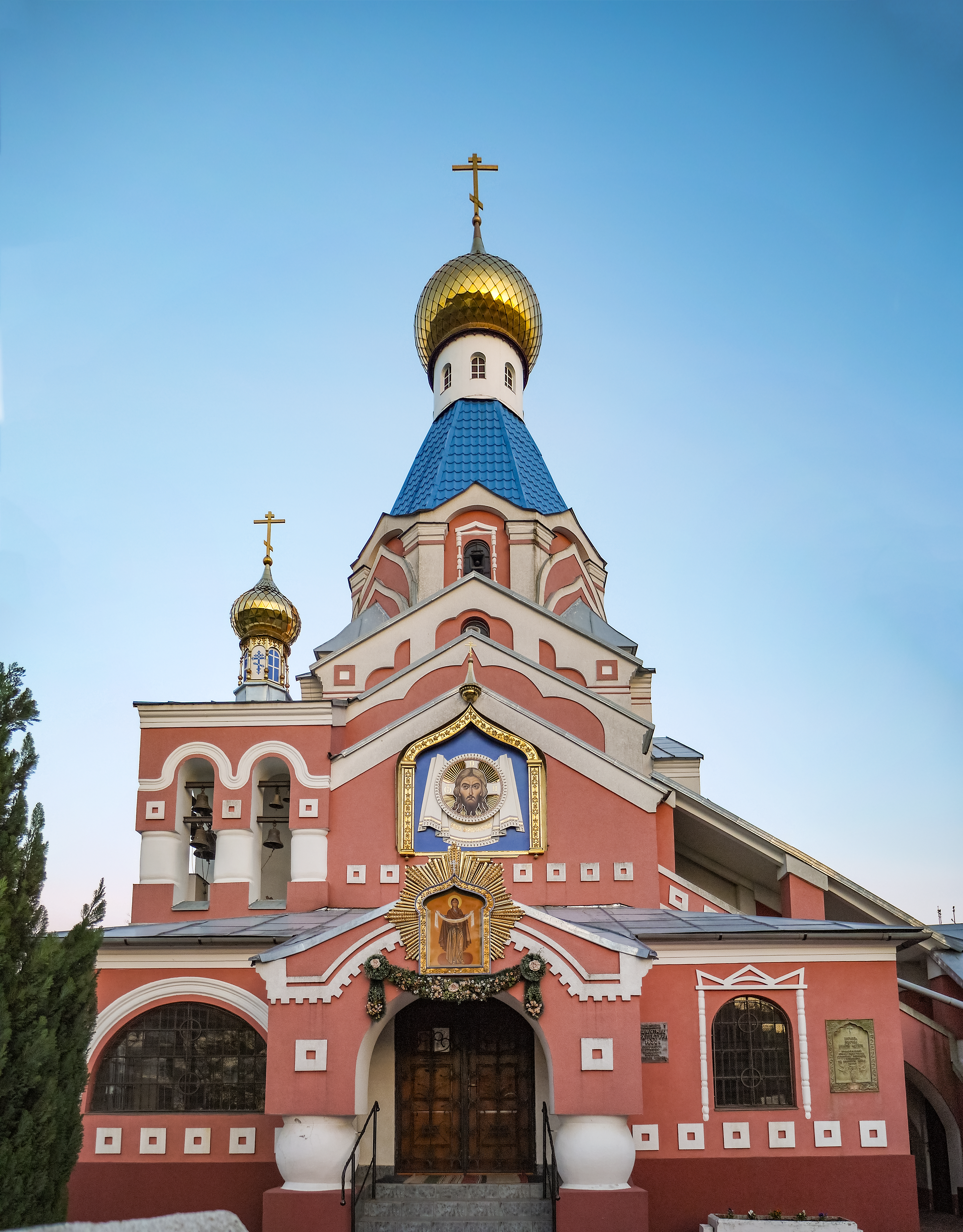
Покровский храм в Ужгороде

18 апреля 1932 года секретарь Епархиального управления Сергей Ряснянский сообщил настоятелю православного храма в Ужгороде протоиерею Михаилу Мейгешу, что правящий архиерей «ввиду необходимости поддержки и укрепления православия в Ужгороде», отправляет в его распоряжение иеромонаха Аверкия (Таушева). В обязанности молодого миссионера входило служить и проповедовать накануне Пасхальных праздников, помогать в исповедании верующих. 1 июня 1932 года иеромонаха Аверкия переводят в Свято-Николаевский монастырь на должность помощника настоятеля и для обслуживания приходов в селах Нанково и Бороняво. 20 августа 1932 года секретарь сообщал Церковно-приходскому комитету, что епископ принял решение назначить иеромонаха Аверкия помощником настоятеля и просил создать ему достойные условия для проживания в городе. 9 сентября 1932 года по ходатайству верующих в Ужгороде был назначен помощником настоятеля Покровского храма. 12 ноября 1932 года иеромонах Аверкий отправил епископу Дамаскину письмо и первый номер «Церковно-приходского листка», который планировал печатать с целью информирования членов православной общины. На обратной стороне находим положительную резолюцию епископа. 2 июля 1933 года в Ужгороде состоялся Первый съезд Карпаторусской молодёжи. На собрание прибыло шесть священников: архимандрит Алексий (Кабалюк), протоиерей Ириней Ханат, иеромонахи Савва (Струве), Иннокентий (Чопик), Филипп (Гарднер) и Аверкий (Таушев). После праздничной литургии 40 человек, преимущественно из молодёжи, подали заявление о выходе из унии. 7 августа 1933 года иеромонаха Аверкий был назначен исполняющим обязанности настоятеля, а 23 августа 1934 года — постоянным администратором Ужгородского прихода. 1 июля 1935 года иеромонах Аверкий назначен настоятелем прихода в Ужгороде с правом получения государственной платы («конгруа»).
7 августа 1935 года становится издателем-редактором епархиального журнала «Православный Карпаторусский вестник». 1 сентября 1935 года награждён правом ношения набедренника. Указом от 4 декабря иеромонах Аверкий был назначен штатным преподавателем Закона Божия в государственной реальной гимназии, в российских и чешских гражданских и народных школах Ужгорода. Указом от 12 декабря 1936 года назначен членом Высшего церковного суда православной Мукачево-Пряшевской епархии. Указом от 31 декабря 1936 года был назначен заведующим учебной частью (инспектором) и преподавателем литургики на пастырско-богословских курсах при Епархиальном управлении. 2 мая 1937 года, в день Пасхи, в храме-памятнике русским воинам епископом Дамаскиным (Грданички) иеромонах Аверкий был возведён в сан игумена с возложением золотого наперсного креста и палицы. Указом от 5 июля 1937 года игумен Аверкий назначен членом экзаменационной комиссии для испытания на должность приходского священника и одновременно членом комиссии для испытаний на звание «Профессора гимназии по предмету Закона Божьего». 22 января 1937 года иеромонах Аверкий (Таушев) и председатель церковного совета Иларион Цурканович сообщали Епархиальному управлению о необходимости возведения церковного дома («фары») и гостиницы при нём. В документе отмечается, что в связи с отсутствием помещения православный приход оставлен без своего духовно-культурного центра для собраний, чтений, лекций, бесед, пения. Иеромонах Аверкий предложил обратиться через руководство епархии в Министерство школ и народного образования, а также к духовенству на всей территории Подкарпатской Руси.
18 ноября 1938 года переведён в архиерейскую резиденцию в Мукачево с назначением на должность настоятеля православного прихода. После Венского арбитража часть Закарпатья отошла к Венгрии, в связи с чем Мукачевско-Пряшевская епархия оказалась разделённой государственными границами. Указом от 24 декабря 1938 года игумен Аверкий назначен администратором части Мукачево-Пряшевской епархии, которая оказалась на территории королевства Венгрии, с наделением правом непосредственного представительства интересов Православной Церкви в Венгрии перед государственной властью в Будапеште. В связи с переездом епархиального архиерея на чешскую территорию на его плечи ложится управление епархиальным домом в Мукачеве. Однако в следующем году епископ вернулся в Мукачеве и указом от 27 апреля 1939 года игумен Аверкий назначается первым референтом Епархиального управления с оставлением в должности настоятеля православного прихода и преподавателя Закона Божия в государственной гимназии. По решению Священного синода Сербской православной церкви от 21 июня 1939 года в Успенском храме монастыря в села Домбоки 2 июля 1939 года епископом Мукачево-Пряшевским Владимиром (Раичем) игумен Аверкий был возведён в сан протосинкелла.

### Жизнь в Югославии и Германии
5 июля 1940 году, получив от епископа Владимира (Раича) канонический отпуст для перехода в юрисдикцию Архиерейского синода Русской православной церкви заграницей, пребывает в начале 1941 года из Ужгорода в Белград и получает назначение на должность второго священника и ключаря русского Свято-Троицкого храма в Белграде. Служил при митрополите Анастасии (Грибановском), преподавал пастырское богословие и гомилетику на миссионерско-пастырских курсах, читал систематический курс лекций на духовные темы в Русском Доме, был председателем просветительного отдела Белградского приходского совета и организовывал религиозно-просветительские собрания. После смерти в июне 1943 года архиепископа Феофана (Гаврилова) являлся хранителем чудотворной Курско-Коренной иконы Божией Матери, с которой во время бомбежёк бесстрашно посещал дома русских белградцев и служил молебны. 23 марта 1944 года был награждён правом ношения золотого наперсного креста с украшениями. 7 сентября того же года назначен священником при домовой церкви Архиерейского синода Русской православной церкви заграницей.
8 сентября 1944 года за несколько недель до вступления советских войск в Белград вместе с Архиерейским Синодом он был эвакуирован в Вену. 19 сентября 1944 года вместе с митрополитом Анастасием (Грибановским) и ещё 13 персонами прибыл в Германию. 28 сентября 1944 года был возведён в сан архимандрита. 10 ноября 1944 года служащие и члены Архиерейского Синода РПЦЗ из Вены переехали в Карлсбад (Карловы Вары). В связи с новым приближением советских войск митрополит Анастасий
и служащие Архиерейского Синода РПЦЗ при содействии генерала А. А. Власова в середине апреля выехали из Карлсбада в Баварию, где их застал конец войны. В это время он много путешествовал, занимаясь окормлением русских людей, оказавшихся на чужбине. Одной из главных забот архимандрита Аверкия было сохранить православную русскую молодёжь от влияния «растлевающей моды». Чтобы сохранить самодостоинство, внутренний мир и любовь к России, он стал создавать Свято-Владимирские кружки молодёжи. Указом от 17 ноября 1945 года назначен настоятелем синодальной домовой церкви равноапостольного великого князя Владимира в Мюнхене. Живя в течение шести лет в Мюнхене, архимандрит Аверкий состоял законоучителем старших классов гимназии «Милосердный Самарянин» (Мюнхен) и «Гимназии безподданных» в лагере перемещённых лиц в казармах СС, а также на курсах сестёр милосердия в Доме «Милосердный Самарянин». Посещал беженские лагеря в Германии с Курско-Коренной иконой, познакомился с большинством русских гимназий как в английской, так и в американской зонах. Он был в контакте со многими лидерами юношеского движения русской эмиграции, неоднократно выступал с докладами на духовные темы в кружках молодёжи и лагерях для перемещённых лиц.
Стал действительным членом Петропавловского братства, созданного 11 июля 1948 года в Германии для проповеди Православия народам Европы. Когда первый председатель братства, епископ Иоанн (Гарклавс), июле 1949 года выехал на служение в Америку, председателем братства был назначен архимандрит Аверкий. Помимо председательства в Петропавловском братстве, архимандрит Аверкий принял на себя обязанность цензурировать всю выпускаемую братством литературу. В лагери Большой и Малый Шляйсхайм архимандрит Аверкий приезжал всякий раз, сопровождая Курскую-Коренную икону Божией Матери «Знамение» и митрополита Анастасия (Грибановского). Со многими жителями лагерей архимандрит Аверкий поддерживал духовную и молитвенную связь, и после переезда в США. Шляйсгаймовцы вспоминали архимандрита Аверкия с любовью, отмечая, что это был духовный, добрый, внимательный к людям пастырь. Позже живя в США, архиепископ Аверкий в своих проповедях, статьях неоднократно обращался к периоду своего служения в лагерях перемещённых лиц, пытался осмыслить это время как благоприятное для спасения души христианской.

### Деятельность в США
В 1948 году началось массовое переселение русских эмигрантов в Новый Свет. 24 ноября 1950 года первоиерарх РПЦЗ митрополит Анастасий (Грибановский) прибыл в США на постоянное жительство, перенеся таким образом туда административный центр РПЦЗ. В 1950 году архимандрит Аверкий назначен Архиерейским Синодом РПЦЗ на должность председателя Миссионерско-Просветительного комитета при Архиерейском Синоде. 23 января этого же года на самолёте «Летающий тигр» он прилетел в аэропорт Айдлуайлд, вблизи Нью-Йорка, доставив на американскую землю Курско-Коренную икону Божией Матери.
5 февраля 1951 года назначен преподавателем Свято-Троицкой духовной семинарии в Джорданвилле. 17 февраля 1952 года архимандрит Аверкий определением Синода утвержден был в должности Ректора семинарии, на которой оставался до самой кончины. Читал лекции по Новому Завету, литургике, гомилетике. Поскольку по этим предметам не было специальных пособий, то он готовил лекции, печатая их на пишущей машинке. Потом их размножали на ротаторе, после чего студенты получали печатные лекции. В период его руководства это учебное заведение получило аккредитацию университета штата Нью-Йорк. С 1951 по 1988 год в журнале «Православная Русь» активно публиковались его проповеди, полемические и исторические статьи. В 1958 году в «Православной Руси» появилась рубрика «Вопросы и ответы», которую вёл Архиепископ Аверкий. Также его статьи публиковались в ежегоднике «Православный путь».
23 мая 1953 года состоялось его наречение во епископа Сиракузско-Троицкого, викария Восточно-Американской епархии. 24 мая 1953 года состоялась его хиротония, которую совершили первоиерарх РПЦЗ митрополит Анастасий (Грибановский), архиепископ Виталий (Максименко), епископ Никон (Рклицкий), епископ Серафим (Иванов), епископ Иаков (Тумбс).
12 мая 1960 года, по истечении сорока дней со дня кончины архиепископа Виталия (Максименко), на общем монастырском собрании епископ Аверкий был избран настоятелем Свято-Троицкого монастыря. 17 августа 1961 года в связи с этим его титул был изменён на «Сиракузский и Троицкий», а сам епископ Аверкий был возведён в сан архиепископа.
С 1964 года — постоянный член Архиерейского синода РПЦЗ. Был председателем благотворительного фонда имени святого праведного Иоанна Кронштадтского. Духовный руководитель движения «Свято-Владимирской молодёжи», созданного с целью «помочь нашей русской молодёжи выработать себе правильное православное и национально-русское миросозерцание, с тем, чтобы оно стало руководящим началом жизни».
В 1967 году архиепископ Аверкий написал несколько писем первоиерарху РПЦЗ митрополиту Филарету (Вознесенскому), в которых сетовал на то, что митрополит находится под влиянием своего секретаря, протопресвитера Георгия Граббе и его «партии».
В последние годы жизни много болел и подолгу лежал в больнице, но «источником его печали была не болезнь, и не человеческие невзгоды, а глубокое переживание от прогрессирующей „апостасии“ в христианстве». Утешением для него были те дни, в которых он мог с вдохновением писать проповеди для журнала «Православная Русь». Скончался 10 апреля 1976 года в Больнице святого Луки в Ютике в результате инсульта. Погребён в крипте Троицкого собора Свято-Троицкого монастыря в Джорданвилле.

## Оценки и наследие
Был выдающимся проповедником. По свидетельству иеромонаха Дамаскина (Христенсена) 

Говорил Архиепископ Аверкий столь прекрасно, что по смерти его в одной статье назвали «Златоустом последних времён». Даже в повседневном разговоре его речь была по-ораторски гладкой и ровной, к чему он отнюдь не прилагал усилий. Ораторский его дар в сочетании с пламенной любовью к Истине делал его проповеди незабываемыми. Часто покаянное настроение настолько охватывало его, что он начинал рыдать посреди проповеди. Лишь самые бесчувственные из слушающих смеялись над этой «эмоциональностью», по всем было ясно, что эти слезы были совершенно естественными — они исходили от избытка сердца.

По свидетельству Митрополита Илариона (Капрала)

Вид у него был очень строгий, семинаристы его боялись, но, при этом, уважали за глубокую веру. К тому же, человеком он был очень добрым. <…> У него была феноменальная память. Он ничего не говорил от себя, а всегда повторял то, чему учили святые отцы. Владыка Аверкий был противником экуменического движения, переживал за Россию, за верующих, которые подвергались гонениям. Волновал его и упадок благочестия среди православных в эмиграции.

По свидетельству протоиерея Андрея Папкова

Это был человек, глубоко преданный своему делу. Многие его считали столпом в наше время — столпом святоотеческого традиционного Православия. Он был чужд любого модернизма в церковном, каноническом отношении, строго хранил то, что было передано из России, лучшие традиции Русской Православной Церкви. Проповедником был очень даровитым. <…> У него была удивительная память. Он выходил на амвон, жезл в левой руке — закрывал глаза и говорил… После этого проповедь, как правило, попадала в газету «Православная Русь», и, если вы записывали эту проповедь на магнитофон и потом смотрели на неё в напечатанном виде, даже запятые — и те были на месте. Он, видимо, проповедь продумывал, произносил, потом записывал, или наоборот, — во всяком случае, память у него была фотографическая. Мы просто иногда следили за этим. Но говорил он долго, не менее 20 минут, и это иногда утомляло немножко.
Учёный-богослов, автор получивших значительную известность толкований на книги Нового Завета. Многие труды Аверкия после 1990 года были переизданы в России и получили популярность среди консервативной части прихожан Русской православной церкви, которым созвучны его размышления об апостасии и верности своему церковному и национальному самосознанию. Кроме того, некоторые работы архиепископа Аверкия используются в качестве учебной богословской литературы не только в Свято-Троицкой семинарии, но и в постсоветской России.
13 апреля 2016 года, в административном центре Восточно-Американской епархии в городе Ховелл, шт. Нью-Джерси, духовенство и верующие молитвенно отметили 40-летнюю годовщину преставления архиепископа Сиракузского и Троицкого Аверкия (Таушева). Протопресвитер Валерий Лукьянов, лично его знавший, назвал его «подвижником Зарубежной Церкви», который «давал возможность и себе, и другим отойти от земного и переключиться на духовное».

## Основные идеи
Считал, что истинное христианство сохраняется исключительно в Православной Церкви. Подчёркивал, что только через верность догматам, канонам и преданию можно достичь спасения. В своих трудах он часто предупреждал об опасности отхода от православного учения. Одной из центральных тем его богословия была резкая критика экуменического движения. Он рассматривал экуменизм как ересь, ведущую к размыванию православной веры. Он писал, что экуменизм — это «предательство Христа», поскольку он разрушает границы между истиной и заблуждением. Характерны его слова: «модернисты-либералы, непрошеные „реформаторы“ Православия, каких уже немало во всех Православных поместных Церквах, создали для себя как бы единый фронт, включившись в так называемое экуменическое движение, ставящее себе якобы задачей объединить всех христиан во „Единую Церковь“, переставшую будто бы по греховности людей, вследствие оскудения духа любви существовать на земле… Вхождение в эту организацию православных противоестественно, и не только противоестественно, но и порочно и преступно».
Хорошо знал православное богослужение, преподавал литургику и подготовил курс лекций, который был издан в качестве учебного пособия и получил широкое распространение как за рубежом, так и в России. Отмечал важность правильного уставного богослужения. Настаивал, что совершение богослужения неблагообразно, небрежно и не по установленному чину становится соблазном для верующих. Причины такого положения он видел в проникновении в церковную жизнь ещё до революции 1917 года «модернистского духа», а также в том, что часть вновь поставляемых священнослужителей не знала и не понимала богослужение. При трепетном и бережном отношении к русской литургической традиции, сознавал, что в современных условиях буквальное исполнение всех норм Типикона нецелесообразно, в связи с чем допускал определённые сокращения в богослужении. Сетовал, что исконное церковное пение и церковное чтение, духовное, бесстрастное и возвышенное, вытесняется душевным, страстным, возбуждающим земные ощущения и переживания. Считал последнее заимствованием из светского театра и проявлением «модернистского духа» в Церкви. Выступал против любых попыток «осовременить» Православие, будь то в богослужении или богословии. Считал, что модернизм — это форма секуляризации, проникающая в Церковь и подрывающая её духовные основы. Он критиковал обновленцев, которые стремились реформировать православное богослужение и догматику в угоду духу времени. Считал, что Священное Писание должно читаться в духе святоотеческой традиции, а не в светском или академическом контексте. Одним из главных трудов архиепископа Аверкия является его толкования на Новый Завет («Руководство к изучению Священного Писания Нового Завета»), где он объясняет духовный смысл Евангелий и Апостольских посланий.
Архиепископ Аверкий видел в события XX века признаки приближения конца времён. Он писал о деградации общества, отходе людей от Бога, росте безбожия и морального разложения. В своих трудах он предостерегал православных христиан от увлечения мирскими ценностями, указывая на необходимость духовного бодрствования. Он подчёркивал важность подвига в христианской жизни, борьбу с грехом и необходимость постоянного самоуглубления. Он учил о необходимости покаяния, молитвы, поста и внимательной духовной жизни. Оставался глубоко предан идее Святой Руси. Он рассматривал её не просто как государственное образование, а как духовный идеал православного народа, который был разрушен революцией 1917 года. Резко осуждал коммунизм, видя в нём богоборческую идеологию и считал, что возрождение России возможно только через возвращение к истинной православной вере. При всей любви к России епископ Аверкий любил и Америку. Ему нравилась степенность и терпимость в среднем американце. Считал, что одной из главных забот пастыря является возможность представить Православие на уровне современного американца
В проповеди на 54-ю годовщину убийства царской семьи излагал версию, что убийство было «ритуальным» и совершённым евреями-слугами грядущего антихриста: «Это убийство носило совершенно особый характер, о чём свидетельствует хотя бы надпись — каббалистическая надпись, обнаруженная на стенах подвала Ипатьевского дома, где совершено было это страшное убийство, — убийство, имевшее чисто мистическое, а отнюдь не политическое значение и смысл. Это убийство было продумано и организовано не кем другим, как слугами грядущего антихриста — теми продавшими свою душу сатане людьми, которые ведут самую напряжённую подготовку к скорейшему воцарению в мире врага Христова — антихриста. Они отлично понимали, что главное препятствие, стоявшее им на пути, — это православная царская Россия. Слабое утешение для нас в том, что непосредственное убиение царской семьи совершено было не русскими руками — руками неправославных и нерусских людей. Хотя это и так, но весь русский народ повинен в этом ужасном, беспримерном злодеянии, поскольку не противостал, не воспрепятствовал ему».

## Труды
- О монашестве : Посвящается возрожденному рус. иночеству в возрожденной России. — [Jordanville (N. Y.)] : Holy Trinity Russ. orthodox monastery, [1941]. — 46 с.
- Жизнь и деятельность Митрополита Анастасия. — Мюнхен : [б. и.], 1948. — 11 с.
- Священнослужения высокопреосвященнейшего митрополита Анастасия председателя Архирейского Синода Русской Православной церкви за границей: 50-летие, 23 апр. 1898 — 23 апр. 1948 / [А. А-ий]. — Мюнхен : [б.и.], 1948. — 28 с.
- Преподобный Серафим Саровский как молитвенник и наставник молитвы. — Jordanville, N. Y. : Holy Trinity monastery, 1949. — 16 с.
- О нашем богослужении. — Jordanville (N. Y.) : Holy Trinity monastery, 1951. — 16 с.
- Не обманывайтесь, братие — Бог поругаем не бывает : (Гал. 6:7). — Jordanville, N. Y. : Holy Trinity monastery, 1954. — 4 с.
- Провозвестник кары Божией русскому народу : (К 60-летию преставления епископа Феофана Затворника). — Jordanville (N. Y.) : Holy Trinity monastery, 1954. — 21 с.
  - Провозвестник кары Божией русскому народу : (К 70-летию преставления епископа Феофана Затворника). — Jordanville (N. Y.) : Holy Trinity Russ. orthodox monastery, 1964. — 29 с.
  - Провозвестник кары Божией русскому народу : Святитель Феофан, Затворник Вышенский. — Москва : [Елеон], 1999. — 48 с.
- Руководство к изучению Священного Писания Нового Завета. — Jordanville (N. Y.) : Holy Тrinity monastery, 1954. — Ч. 1: Четвероевангелие. Ч. 1. — 1954. — 351 с.
- Руководство к изучению Священного Писания Нового Завета. — Jordanville (N. Y.) : Holy Тrinity monastery, 1954. — Ч. 2: Апостол. Ч. 2. — 1956. — 454 с.
  - Руководство к изучению Священного писания Нового Завета. — Москва : Сибирская Благозвонница, 2019. — ISBN 978-5-00127-081-2
  - Руководство к изучению Священного писания Нового Завета. — Москва : Сибирская Благозвонница, 2022. — ISBN 978-5-00127-291-5
- Крещение Руси и заветы св. князя Владимира русскому народу. — [Репр.]. — [Jordanville (N. Y.)] : Photo-offset reprod., 1961. — 38 с.
  - Крещение Руси и заветы св. кн. Владимира русскому народу. — Москва : Сполохи, 1995. — 40 с. — ISBN 5-87125-004-1.
- Церковь и политика. — 2. изд. — Jordanville (N. Y.) : Holy Trinity Russ. orthodox monastery, 1961. — 35 с.
- Руководство по гомилетике. Джорданвилль, 1961
  - Руководство по гомилетике. — М. : Изд-во Православного Свято-Тихоновского богословского института, 2001. — 142 с. — ISBN 5-7429-0110-0.
- О необходимости усиленной внутренней Миссии в нашей Русской Зарубежной Церкви : Докл. Собору епископов Рус. православ. церкви за границей 1962 г. — Jordanville (N. Y.) : Holy Trinity monastery, 1962. — 13 с.
- Россия — «Дом Пресвятыя Богородицы». — Jordanville (N. Y.) : Holy Trinity monastery, 1963. — 20 с.
  - Россия — «Дом Пресвятыя Богородицы». — Москва : МГП «Страстной бульвар», 1991. — 28 с. — ISBN 5-86624-009-2
- Отец Иоанн Кронштадтский, как пророк Божий, посланный России для вразумления. — Jordanville (N. Y.) : Holy trinity monastery, 1963. — 24 с.
- «Соль обуевает» — знамение приближения конца : К столетию блаженного преставления епископа Игнатия Брянчанинова). — Jordanville (N.Y.) : Holy Trinity monastery, 1963. — 16 с.
- Верую во едину святую, соборную и апостольскую Церковь : К предстоящему Собору епископов Рус. Православ. Церкви заграницей. — Jordanville (N. Y.) : Holy Trinity Russ. orthodox monastery, 1964. — 14 с.
- Св. Марк Эфесский. Джорданвилль, 1964.
- Не обманывайтесь, братие — Бог поругаем не бывает : Почему недопустимо христианам устраивать увеселения в кануны воскресных и праздничных дней?. — Jordanville (N. Y.) : Holy Trinity monastery, 1965. — 8 с.
- Православие истинное и «православие» фальшивое : О твердом стоянии в православии в соврем. условиях / Докл. архиеп. Аверкия Собору Епископов Рус. Православ. Церкви заграницей 13/26 мая 1964 г. — Jordanville (N. Y.) : Holy Trinity monastery, 1969. — 16 с.
- Сущность и методы истинного пастырствования и наше время : Докл. архиепископа Аверкия на пастырском совещании духовенства Сев. Америки и Канады 21 авг. / 3 сент. 1969 г. — Jordanville (N. Y.) : Holy Trinity monastery, 1969. — 15 с.
- Истинное Православие и современный мир. Джорданвилль, 1971.
- Высокопреосвященный Феофан, Архиепископ Полтавский и Переяславский : к столетию со дня рождения: 1872—1972 г.г.. — Jordanville : Holly Trinity monastery, 1974. — 88 с.
- On the Situation of the Orthodox Christian in the Contemporary Word. — John of Kronstadt Press. — 1985. — 12 p.
- Современность в свете слова Божия: к 25-летию служения в Америке в Св. Троицком монастыре : слова и речи. — Т. 1: 1951—1960 г.г. — Jordanville (N. Y.) : Holy Trinity monastery, 1975. — 453 с.
- Современность в свете слова Божия: к 25-летию служения в Америке в Св. Троицком монастыре : слова и речи. — Т. 3: 1969—1973 г.г. — Jordanville (N. Y.) : Holy Trinity monastery, 1975. — 478 с.
  - Современность в свете Слова Божия: к 25-летию служения в Америке в Свято-Троицком монастыре. — Репр. изд. — Т. 1: Слова и речи, 1951—1960 гг. — Санкт-Петербург, 1994. — 450 с. — ISBN 5-88116-016-9
  - Современность в свете Слова Божия: к 25-летию служения в Америке в Свято-Троицком монастыре. — Репр. изд. — Т. 2: Слова и речи, 1961—1968 гг. — Санкт-Петербург, 1995. — 633 с. — ISBN 5-88116-018-5
  - Современность в свете Слова Божия: к 25-летию служения в Америке в Свято-Троицком монастыре. — Репр. изд. — Т. 3: Слова и речи, 1969—1973 гг. — Санкт-Петербург, 1995. — 468 с. — ISBN 5-88116-019-3
  - Современность в свете Слова Божия: к 25-летию служения в Америке в Свято-Троицком монастыре. — Репр. изд. — Т. 4: Слова и речи, 1974—1975 гг. — Санкт-Петербург, 1995. — 441 с. — ISBN 5-88116-020-7
- Современность в свете Слова Божия / Сост., предисл., прим., указ. имен А. Д. Каплина / Отв. ред. О. А. Платонов. — М.: Институт русской цивилизации, 2012. — 720 с. ISBN 978-5-4261-0017-6
  - Савременост у светлости речи Божије / изабрао и превео Мирослав Голубовић. — Београд : Задужбина светог манастира Хиландара, 2014. — 343 с. — ISBN 978-86-7768-074-9
- Апокалипсис, или Откровение Святого Иоанна Богослова : История написания, правила для толкования и разбор текста. — Москва : Оригинал, 1991. — 79 с.
- Руководство к изучению Священного Писания Нового Завета. Четвероевангелие. — СПб. : Сатисъ, 1995. — 574 с. — ISBN 5-7373-0064-1
- Истинное православие и его враги в современном мире. — Москва : Изд. дом «Новая кн.», [1996?]. — 16 с. — ISBN 5-7850-0003-2
- Семь Вселенских соборов. М., СПб, 1996.
- Праведный Иоанн Кронштадтский. Живое слово мудрости духовной. М., 1997.
- Крест Христов : Орудие нашего спасения. — М. : Рус. зерцало, 1999. — 62 с. — (Слово святителя).
- Четвероевангелие : Руководство к изучению Священного писания Нового Завета. — Москва : Изд-во Правосл. Св.-Тихонов. богосл. ин-та, 1999. — 333 с. — ISBN 5-7429-0084-8
  - Четвероевангелие : Рук. к изучению Свящ. писания Нового Завета. — Москва : Изд-во Православ. Св.-Тихон. богосл. ин-та, 2000. — 334 с. — ISBN 5-7429-0085-6
  - Четвероевангелие : руководство к изучению Священного Писания Нового Завета. — Москва : Православ. Свято-Тихон. гуманитар. ун-т, 2005. — 368 с. — ISBN 5-7429-0065-1
- Апостол : Рук. к изучению Свящ. писания Нового Завета. — Москва : Изд-во Правосл. Свято-Тихон. Богосл. ин-та, 1999. — 412 с. — ISBN 5-7429-0085-6
  - Апостол : Рук. к изучению Свящ. писания Нового Завета. — Москва : Изд-во Православ. Св.-Тихон. богосл. ин-та, 2000. — 412 с. — ISBN 5-7429-0084-8
  - Апостол : Рук. к изучению Свящ. писания Нового Завета. — Москва : Изд-во Православ. Св.-Тихон. богосл. ин-та, 2001. — 434 с. — ISBN 5-7429-0085-6
- Четвероевангелие. Апостол : Рук. к изучению Свящ. писания Нового Завета. — Москва : Изд-во Православ. Св.-Тихон. богосл. ин-та, 2000. — 481 с. — ISBN 5-7429-0100-3
- Четвероевангелие. Апостол : Руководство к изучению Священного Писания Нового Завета. — М. : Православ. Свято-Тихон. Богослов. ин-т, 2002. — 780 c. — ISBN 5-7429-0006-6
  - Четвероевангелие. Апостол : Руководство к изучению Священному писания Нового Завета. — М. : Изд-во Православ. Св.-Тихон. богосл. ин-та, 2002. — 840 с. — ISBN 5-7429-0010-4
  - Четвероевангелие. Апостол : Рук. к изучению Свящ. Писания Нового Завета. — М. : Православ. Свято-Тихон. Богосл. ин-т, 2003. — 840 с. — ISBN 5-7429-0010-4
  - Четвероевангелие. Апостол : рук. к изучению Свящ. Писания Нового Завета. — Москва : Изд-во Православ. Свято-Тихон. Богослов. ин-та, 2004. — 841 с. — ISBN 5-7429-0010-4
  - Четвероевангелие ; Апостол : рук. к изучению Священного Писания Нового Завета. — Москва : Православный Свято-Тихоновский гуманитарный ун-т, 2006. — 840 с. — ISBN 5-7429-0065-1
  - Четвероевангелие. Апостол : руководство к изучению Священного Писания Нового Завета. — Москва : Православный Свято-Тихоновский гуманитарный ун-т, 2007. — 840 с. — ISBN 5-7429-0065-1
  - Четвероевангелие. Апостол : руководство к изучению Священного Писания Нового Завета. — Москва : Православный Свято-Тихоновский гуманитарный ун-т, 2008. — 840 с. — ISBN 978-5-7429-0379-6
  - Четвероевангелия. Апостол: руководство к изучению Священного Писания Нового Завета. — Москва : Православный Свято-Тихоновский гуманитарный ун-т, 2010. — 840 с. — ISBN 978-5-7429-0431-1
  - Четвероевангелие. Апостол : руководство к изучению Священного Писания Нового Завета. — Москва : Православный Свято-Тихоновский гуманитарный ун-т, 2012. — 840 с. — ISBN 978-5-7429-0420-5
  - Четвероевангелие; Апостол : руководство к изучению Священного Писания Нового Завета. — Москва : Православный Свято-Тихоновский гуманитарный ун-т, 2013. — 840 с. — ISBN 978-5-7429-0803-6
  - Четвероевангелие; Апостол : руководство к изучению Священного Писания Нового Завета. — Москва : Православный Свято-Тихоновский гуманитарный ун-т, 2014. — 840 с. — ISBN 978-5-7429-0803-6
  - Четвероевангелие. Апостол : руководство к изучению Священного Писания Нового Завета. — Санкт-Петербург : Библиополис, 2017. — 791 с. — ISBN 978-5-905403-06-4 — 2000 экз.
  - Четвероевангелие; Апостол : руководство к изучению Священного Писания Нового Завета. — Москва : Православный Свято-Тихоновский гуманитарный ун-т, 2018. — 840 с. — ISBN 978-5-7429-1289-7 — 3000 экз.
  - Четвероевангелие ; Апостол : руководство к изучению Священного Писания Нового Завета. — Москва : Православный Свято-Тихоновский гуманитарный ун-т, 2019. — 840 с. — ISBN 978-5-7429-1313-9 — 2500 экз.
- Всему свое время — М.: Издательство Сретенского монастыря, 2006. — 240 с.
- Дороже всего — Святое Православие: избранное из творений / составление: Яковлев О. С. — Москва ; Севастополь : Церковно-историческое общество, 2017. — (Серия «Пророчества святых отцов и подвижников благочестия о последних временах»).
- В преддверии антихриста. Избранное из творений о Страшном Суде, антихристе и кончине мира / [Яковлев О. С., составление]. — Москва : Церковно-историческое о-во ; Севастополь ; Церковно-историческое о-во, 2017. — 518 с. — (Серия «Пророчества святых отцов и подвижников благочестия о последних временах»). — ISBN 978-5-9909150-0-8 — 500 экз.
  - В преддверии антихриста. Избранное из творений о Страшном Суде, антихристе и кончине мира. — Москва ; Севастополь : Церковно-историческое о-во, 2018. — 518 с. — (Серия « Пророчества святых отцов и подвижников благочестия о последних временах»). — ISBN 978-5-9909150-9-1 — 500 экз.
  - В преддверии антихриста. Избранное из творений о Страшном Суде, антихристе и кончине мира : сборник. — 2-е изд., испр. — Москва : Благозвонница, 2023. — 521 с. — (Серия «Пророчества святых отцов и подвижников благочестия о последних временах»). — ISBN 978-5-6048849-2-8. — 500 экз.
- Святые — жатва Духа Божия. — Москва ; Севастополь : Церковно-историческое о-во, 2018. — 668 с. — ISBN 978-5-9500967-6-1 — 1000 экз.
- «Покаяния отверзи мне двери, Жизнодавче». Поучения на Великий пост. О покаянии. — Севастополь ; Москва : Церковно-историческое о-во, 2018. — 569 с. — ISBN 978-5-9500967-1-6 — 500 экз.
  - «Покаяния отверзи мне двери, Жизнодавче». Поучения на Великий пост. О покаянии / Яковлев О. С., составление. — 2-е изд. — Москва : Благозвонница, 2022. — 569 с. — ISBN 978-5-6045867-2-3 — 3000 экз.
- Христианин в современном мире : по творениям архиепископа Аверкия (Таушева) / [составитель, редактор Т. Никитина]. — Москва : Духовное преображение, 2022. — 63 с. — ISBN 978-5-00059-470-4. — 30000 экз.